# グレゴリウス1世 (ローマ教皇)
グレゴリウス1世（Gregorius I, 540年? - 604年3月12日）は、ローマ教皇（在位：590年9月3日 - 604年3月12日）。問答者グレゴリウス（Dialogos Gregorios）、大聖グレゴリウスとも呼ばれる。典礼の整備、教会改革で知られ、中世初期を代表する教皇である。四大ラテン教父の一人。ローマ・カトリックでは聖人、教会博士であり、祝日は9月3日。
東方正教会でも聖人で記憶日は3月12日。日本ハリストス正教会では先備聖体礼儀の作成者・ロマの「パパ」問答者聖グリゴリイ（鉤括弧原典ママ）と呼ばれる。

## 経歴
グレゴリウスはローマの貴族の家庭で生まれ、政治家としてのキャリアを積んでいたが、思うところがあって修道院に入り、590年に教皇に選ばれた。グレゴリウスは教皇に選ばれると精力的に教会改革に乗り出し、三章問題の解決をはかったり、カンタベリーのアウグスティヌスをイングランド宣教に派遣するなどした。グレゴリウスは西方だけでなく東方においても著名な存在であり、ローマ司教の域を出なかった教皇職の権威を高めることになった。

## 教皇権

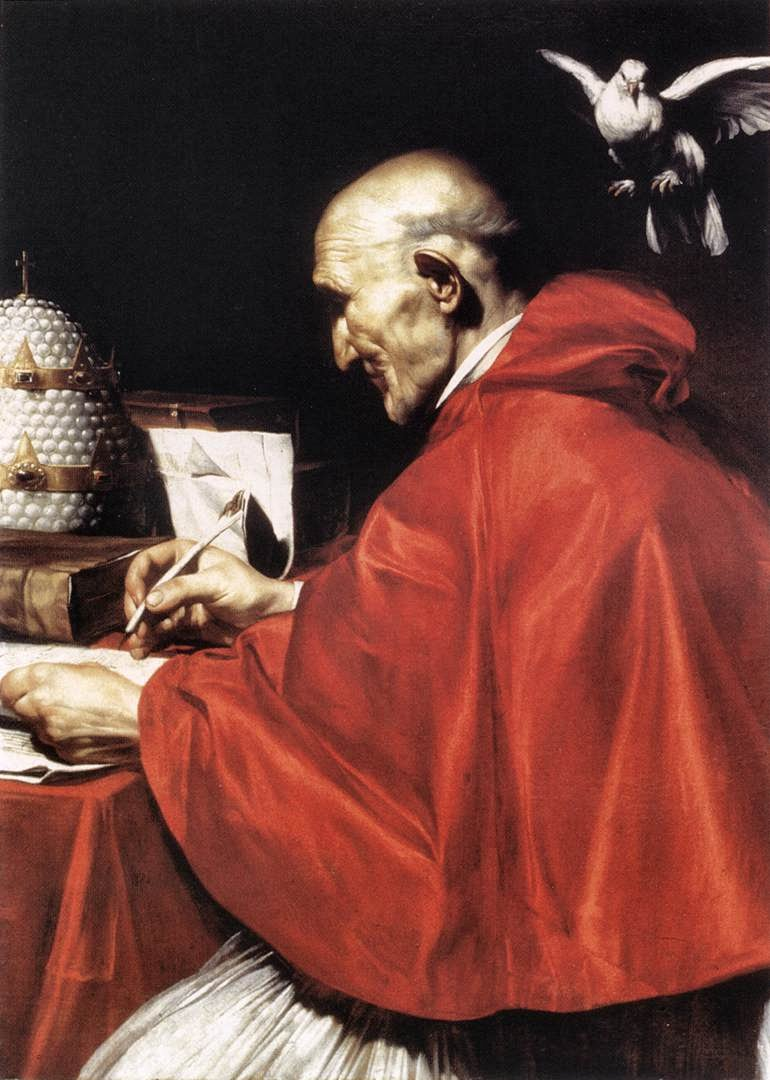
グレゴリウス1世

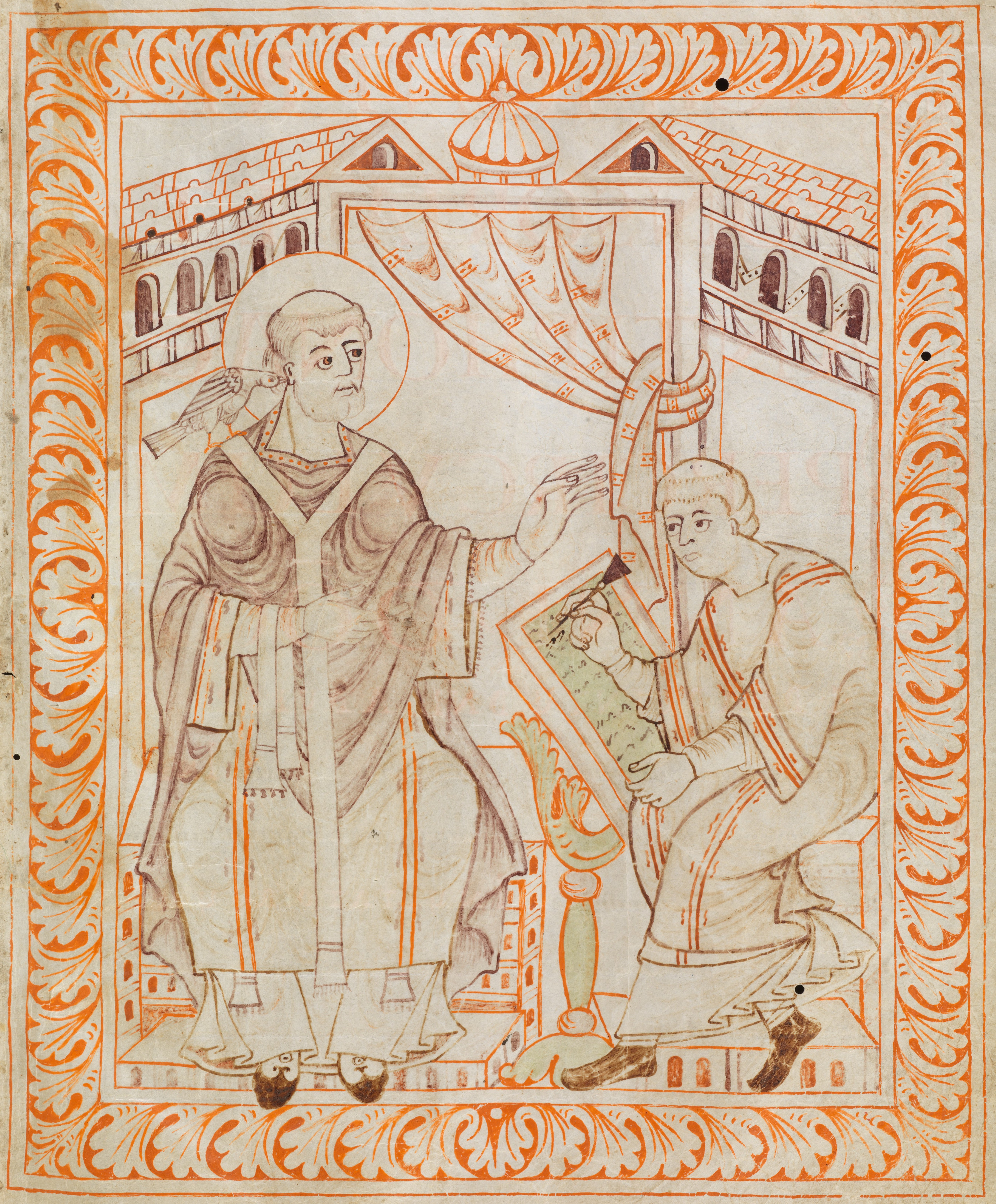
グレゴリウス1世を描いた版画

グレゴリウス1世は、東ローマ帝国に近い知識人の代表で、ユスティニアヌスによる再征服後の、まだ帝国の支配が実効性を持っているローマに生き、部族国家の定住によって西欧に生じた現実を見据えつつも、それら部族国家の外側に生きた。グレゴリウスは部族国家という政治単位に分断されつつある西欧世界の現実の中で、教会の統一を守ろうとし、教皇の優位性は必要であった。教皇という核がなければ、西欧世界での教会の統一はたちまち失われ、部族国家ごとに教会は分断されかねない。現に一部の部族国家は異端のアリウス派を信仰していた。一方で彼は教皇と教会を同一視するという観念に先鞭をつけたともいわれる。
グレゴリウスは教皇ゲラシウス1世の両剣論を根拠に、宗教的裁治の管轄権が教皇にあると主張した。しかし彼は、俗権である皇帝権力が霊的使命を放棄し、宗教領域への介入を捨て、世俗的職務に専念せよと述べているのではない。国家はむしろ教会と協働して霊的使命を果たすのであり、その霊的使命を放棄しては国家の存在価値自体が失われるのである。グレゴリウスが教皇に選出されたとき、マウリキウス帝はそれを追認したが、彼は皇帝がローマ司教かつ教皇に対して任命権を行使したことに何ら疑問を抱かなかった。彼は皇帝の権威が神に由来するものであることを認め、その権威を尊重しており、両権の協働を唱えた。
グレゴリウスは部族国家に対しては、その権力を認める代わりにキリスト教秩序への参画を求めた。グレゴリウスは部族の君主たちに助言を与え指導することで、間接的に道徳的権威を行使した。キリスト教精神は国家理念の欠如していたこれら部族国家の目標となり、教会は国家に活力を与える存在となり、教皇座の霊的権能を高めた。それまで各部族国家の王は法律を作る権威を持たず慣習に従属していたが、キリスト教はこの慣習を変えるものであった。

## 著作
グレゴリウスは同時に聖ベネディクトゥスの伝記を含む多くの著作を残したことで知られ、教皇として書いた多くの書簡が残されている。また、東方正教会でも大斎中の平日の奉神礼に用いられる先備聖体礼儀の祈祷文はグレゴリウス1世が編纂したものとされる。
グレゴリオ聖歌の名は彼に由来しており、伝承では彼自身多くの聖歌を作曲したとされている。